# Главы Златоуста
Список глав города Златоуст XX—XXI веках.

## Городской голова
- Зотов Александр Алексеевич (1897—1905)
- Пролубников Егор Григорьевич (1905—1907)
- Думенов Михаил Михайлович (1907—1915)
- Воронин Николай Гаврилович (1915 — май 1917)
- Баранов Сергей Алексеевич (май 1917 — март 1918)
- Швецов Василий Николаевич (июль 1918 — июль 1919)

## 1-й секретарь горкома КПСС
- Киселёв А.Д. (30 августа 1930 — декабрь 1931)
- Ессяк, Пётр Филиппович (декабрь 1931 — март 1934)
- Аболяев, Константин Васильевич (1 апреля 1934 — 20 января 1936)
- Апасов, Николай Иванович (20 января 1936 — 19 сентября 1937)
- Корнилов, Пётр Васильевич (9 февраля 1938 — 21 июля 1939)
- Патроев П.И. (21 июля 1939 — 30 декабря 1940)
- Шилин, Николай Николаевич (30 декабря 1940-13 января 1941)
- Устинов А.И. (13 января — 13 декабря 1941)
- Смирнов, Дмитрий Васильевич (20 декабря 1941 — 25 января 1945)
- Воробьёв, Василий Иванович (25 января 1945 — 7 мая 1946)
- Верзилов, Василий Афанасьевич (7 мая 1946 — 2 февраля 1949)
- Брагин, Дмитрий Васильевич (2 февраля 1949 — март 1951)
- Боханов, Анатолий Иосифович (март 1951 — 30 июля 1958)
- Лукашевич, Леонид Николаевич (30 июля 1958 — 20 марта 1963)
- Храмцов С.П. (20 марта 1963 — 30 января 1964)
- Гинько, Владимир Николаевич (30 января 1964 — 12 декабря 1966)
- Демидов, Александр Андреевич (12 декабря 1966 — 13 ноября 1978)
- Малков, Василий Иванович (13 ноября 1978 — 17 июня 1983)
- Петров, Леонид Яковлевич (17 июня 1983 — 30 октября 1985)
- Прохоров, Михаил Ефимович (30 октября 1985 — 28 декабря 1988)
- Начаров, Анатолий Александрович (28 декабря 1988 — 18 апреля 1990)
- Вильшенко, Геннадий Дмитриевич (18 апреля — 17 ноября 1990)
- Макаров, Виктор Михайлович (17 ноября 1990 — 27 августа 1991)

## Председатель горисполкома
- Шатохин Александр Семёнович (3 января 1940 — 15 мая 1943)
- Архангельский Николай Михайлович (16 мая 1943 — август 1945)
- Рогожников Владимир Григорьевич (8 сентября 1945 — октябрь 1946)
- Латышев Тимофей Лаврентьевич (28 марта 1947 — 12 декабря 1956)
- Потапов Борис Владимирович (27 декабря 1956 — 2 января 1961)
- Яковлев Тимофей Николаевич (16 февраля 1961 — 20 февраля 1965)
- Алексеев Евгений Алексеевич (19 февраля 1965 — 25 февраля 1969)
- Прибытков Алексей Егорович (20 марта 1969 — 18 марта 1977)
- Сутубалов Дмитрий Фёдорович (18 марта 1977 — 17 августа 1984)
- Пономарёв Геннадий Сергеевич (17 августа 1984 — 20 сентября 1989)
- Перчаткин Николай Павлович (20 сентября 1989 — 31 мая? 1990)
- Ринг Александр Фёдорович (1990—1991)

## Председатель горсовета
- Николаев П.П. (июнь 1917 — октябрь 1917?)
- Дятлов В. (октябрь 1917? — март 1918?)
- Коростелёв Фёдор Васильевич (23 декабря 1919 — ?)
- Борчанинов Александр Лукич (декабрь 1923 — ноябрь 1924)
- Богородицкий Александр Дмитриевич (ноябрь 1924 — декабрь 1925)
- Коростелёв Фёдор Васильевич (2 октября 1928 — 13 августа 1929)
- Лаптев (18 августа — 20 декабря 1930)
- Михалевский Александр Николаевич (6 декабря 1934 — 23 сентября 1935)
- Терехов Николай Григорьевич (21 декабря 1935 — 3 августа 1937)
- Марфин Борис Васильевич (3 августа — 13 ноября 1937)
- Ермаков Арсений Андреевич (13 ноября 1937 — 16 апреля? 1938)
- и.о. Шатохин Александр Семенович (10 марта 1938 — 3 января 1940)
- Мальцев Василий Петрович (26 марта 1990 — 26 декабря 1991)
- Тимашов Геннадий Николаевич (26 декабря 1991 — 15 ноября 1993)

## Глава города
- Мальцев Василий Петрович (11 декабря 1991 — 5 января 2001)
- Мигашкин Пётр Семёнович (5 января 2000 — июль 2004)
- и.о. Феофанов Борис Владимирович (5 июля — 23 августа 2004)
- и.о. Салихов Филарит Фаритович (август — октябрь 2004)
- Мигашкин Дмитрий Петрович (октябрь 2004 — 22 октября 2009)
- Караваев Александр Николаевич (22 октября 2009 — 22 февраля 2012)
- и.о. Павленков Владимир Васильевич (22—24 февраля 2012)
- Жилин Вячеслав Анатольевич (24 февраля 2012 — 3 сентября 2019)
- Пекарский Максим Борисович (3 октября 2019 — 24 мая 2024)
- врио Сабанов Олег Викторович (27 мая – 22 августа 2024)
- Решетников Олег Юрьевич  (с 22 августа 2024)